# Pineus simmondsi
Pineus simmondsi är en insektsart. Pineus simmondsi ingår i släktet Pineus och familjen barrlöss. Inga underarter finns listade i Catalogue of Life.